# Gmina Grude
Gmina Grude (boś. Općina Grude) – gmina w Bośni i Hercegowinie, w kantonie zachodniohercegowińskim. W 2013 roku liczyła 17 308 mieszkańców.